# 昨日までの君を抱きしめて
「昨日までの君を抱きしめて」 (きのうまでのきみをだきしめて)は、日本のお笑いコンビ、猿岩石の8枚目のシングル。1998年3月18日に日本コロムビアから発売。

## 解説
表題曲はプロデューサーの秋元康から熱いラブコールを受け、佐野元春が作詞・作曲を手掛けている。
カップリングはデビュー曲「白い雲のように」を服部隆之によるピアノとストリングスのアレンジを施し再録音されたバージョンを収録。
猿岩石は「ツキ」から本作の間の1年間に2か月に1枚のペースで7枚のシングルをリリース。

## 収録曲
1. 昨日までの君を抱きしめて （4:16）
  - 作詞・作曲：佐野元春　編曲：CHOKKAKU
2. 白い雲のように（'98ピアノ・ストリングス・ヴァージョン）（4:17）
  - 作詞：藤井フミヤ　作曲：藤井尚之　編曲：服部隆之
3. 昨日までの君を抱きしめて（オリジナル・カラオケ）（4:16）

## 収録アルバム
- 通信簿〜SARUGANSEKI SINGLES〜 (#1)
- GOLDEN☆BEST 白い雲のように 猿岩石 (#1)

## シーズンズ
佐野のオリジナル・アルバム『Stones and Eggs』およびベスト・アルバム『The 20th Anniversary Edition 1980-1999 his words and music』に収録されている楽曲。上述の猿岩石に提供した楽曲のセルフカバーであるが、タイトル及び歌詞を変更している。

### 収録アルバム
- Stones and Eggs
- The 20th Anniversary Edition 1980-1999 his words and music